# Screen Rant
Screen Rant — новинний інфотейнмент-портал, що розповсюджує новини у галузі телебачення, кінематографу, відеоігор.

## Історія
Screen Rant був запущений Віком Голтреманом 2003 року, офіс спочатку розташовувався в місті Огден, штат Юта, США.
У 2015 році власником Screen Rant стала компанія Valnet, Inc.

### YouTube
YouTube-канал було створено 18 серпня 2008 року, має понад 8 мільйонів підписників та понад 4 тисяч відео. На каналі виходить серія відео під назвою Pitch Meeting by Ryan George, що дебютувала 2017 року. У вересні 2020 року в серії було створено більш ніж 200 відео, які набрали 250 мільйонів переглядів.